# Indigofera dumetorum
Indigofera dumetorum är en ärtväxtart som beskrevs av William Grant Craib. Indigofera dumetorum ingår i släktet indigosläktet, och familjen ärtväxter. Inga underarter finns listade i Catalogue of Life.